# 薛用丕
薛用丕，五代十国南汉官员。
薛用丕在南汉高祖大寶初年担任禮部尚書，他與左丞鍾允章有舊好。許彥真告发鍾允章谋反，後主劉鋹命宦官與薛用丕审理鍾允章，薛用丕揣测宦者之意，告诉鍾允章必不免死，鍾允章拉着薛用丕的手哭着说：“天哪太冤了。老夫今日就像案板上的肉，分与仇人所烹。只恨两个儿子鍾邕、鍾昌年幼，不知我冤，等他们長大，薛公可为我告诉他们。”許彦真听说后，大駡：“反賊，想要让兒子報仇吗？”他去禀告後主：“鍾允章與二子一起登壇，暗中有所禱告。”于是将其二子下獄，族誅鍾允章。